# Tiruvallur
Ne doit pas être confondu avec Thiruvarur.
Tiruvallur est une ville du sud-est de l'Inde située dans le district de Tiruvallur dans l’État du Tamil Nadu. En 2011, sa population était de 56 074 habitants.